# Aubin (Aveyron)
Aubin település Franciaországban, Aveyron megyében. Lakosainak száma 3465 fő (2022. január 1.). Aubin Les Albres, Auzits, Cransac, Decazeville, Firmi, Galgan, Lugan, Valzergues és Viviez községekkel határos.

## Népesség
A település népességének változása:
| Lakosok száma | 6635 | 5782 | 4846 | 4258 | 3944 | 3834 | 3761 | 3741 | 3640 | 3465 |
|               | 1968 | 1982 | 1990 | 2006 | 2013 | 2015 | 2017 | 2019 | 2020 | 2022 |